# Gornje Biljane
Gornje Biljane falu Horvátországban Zára megyében. Közigazgatásilag Benkovachoz tartozik.

## Fekvése
Zárától légvonalban 25, közúton 32 km-re keletre, községközpontjától 13 km-re északnyugatra, Dalmácia északi részén, Ravni kotari területén fekszik.

## Története
Biljana a  középkorban az ősi lukai zsupánság területéhez tartozott. Első írásos említése 1358-ban történt abban az oklevélben, melyben Csúz János horvát bán birtokot adományoz a biljanai Stjepan és Filip nevű testvérpárnak. 1409-ben Dalmáciával együtt velencei uralom alá került és Novigradból igazgatták. 1527-ben a környező településekkel együtt elfoglalta a török és elnéptelenedett. 1570-től a Klisszai, 1580-tól 1647-ig a Likai szandzsák része volt. A 17. század elején egy bizonyos Beširagić nevű török kapitány birtokaként említik, akinek az itteni vár volt a székhelye. A török uralom 1647-ig tartott. Ekkor új népesség költözött be az üresen hagyott területre, mely pravoszláv (tulajdonképpen szerb) volt, akiket a korabeli velencei források vlachoknak, illetve morlakoknak neveznek. A falu 1797-ig a Velencei Köztársaság része volt. Miután a francia seregek felszámolták a Velencei Köztársaságot és a campo formiói béke értelmében osztrák csapatok szállták meg. 1806-ban a pozsonyi béke alapján az Első Francia Császárság Illír Tartományának része lett. 1815-ben a bécsi kongresszus újra Ausztriának adta, amely a Dalmát Királyság részeként Zárából igazgatta 1918-ig. A településnek 1857-ben 289, 1910-ben 442 lakosa volt. Az első világháború után előbb a Szerb-Horvát-Szlovén Királyság, majd Jugoszlávia része lett. A második világháború idején 1941-ben a szomszédos településekkel együtt Olaszország fennhatósága alá került. Az 1943. szeptemberi olasz kapituláció után visszatért Horvátországhoz, majd újra Jugoszlávia része lett. 1991-ben lakosságának 97 százaléka szerb nemzetiségű volt. 1991 szeptemberében szerb lakói csatlakoztak a Krajinai Szerb Köztársasághoz és a település szerb igazgatás alá került. 1995 augusztusában a Vihar hadművelet során foglalta vissza a horvát hadsereg. Szerb lakossága elmenekült, a falu pedig teljesen elpusztult. 2011-ben 170 lakosa volt, akik főként mezőgazdasággal és állattartással foglalkoztak.

## Lakosság
| Lakosság változása | Lakosság változása | Lakosság változása | Lakosság változása | Lakosság változása | Lakosság változása | Lakosság változása | Lakosság változása | Lakosság változása | Lakosság változása | Lakosság változása | Lakosság változása | Lakosság változása | Lakosság változása | Lakosság változása | Lakosság változása |
| ------------------ | ------------------ | ------------------ | ------------------ | ------------------ | ------------------ | ------------------ | ------------------ | ------------------ | ------------------ | ------------------ | ------------------ | ------------------ | ------------------ | ------------------ | ------------------ |
| 1857               | 1869               | 1880               | 1890               | 1900               | 1910               | 1921               | 1931               | 1948               | 1953               | 1961               | 1971               | 1981               | 1991               | 2001               | 2011               |
| 289                | 323                | 328                | 343                | 365                | 442                | 523                | 605                | 735                | 793                | 977                | 992                | 1.027              | 1.056              | 59                 | 170                |

## Nevezetességei
A településen átezető út felett áll Szent György tiszteletére szentelt szerb pravoszláv temploma. A templomot már 1324-ben említik ugyanezzel a titulussal, de akkor a középkorban itt létezett Draginići falu temploma volt. Ebből a faluból származott az ismert zárai Nozdronja család, melynek tagjai a  14. században I. Lajos magyar király és Velence közötti harcok során Lajos szövetségesei voltak. A templomot a török kiűzése után a 17. században kezdték használni a pravoszlávok. A templom jellegzetesen gótikus stílusú, egyhajós épület, erős boltozattal. A rozettával díszített homlokzat felett áll a harangtorony. A 18. században a templomot jelentősen átépítették, a hajót meghosszabbították és szélesítették, ezért az eredeti apszist elbontották. A templom körül temető található.